# Phalacrus seriepunctatus
Phalacrus seriepunctatus là một loài bọ cánh cứng trong họ Phalacridae. Loài này được Brisout de Barneville in Grenier miêu tả khoa học năm 1863.